# Geschwister-Scholl-Realschule Essen
Die Geschwister-Scholl-Realschule liegt im Essener Stadtteil Essen-Borbeck und wurde im Jahr 1925 gegründet.

## Geschichte
1925 als Knaben- und Mädchen-Mittelschule Essen-Borbeck gegründet, sollte die „höhere Schule“ insbesondere Mädchen den Zugang zu höherwertigen Tätigkeiten eröffnen, zum Beispiel im mittleren Post- und Telegraphendienst, im Eisenbahndienst oder eine Laufbahn als Kindergärtnerin oder Gewerbelehrerin. Eine drohende Konfessionalität wurde durch eine Elternabstimmung 1926 verhindert, es blieb bei der Parität.
Bombenkrieg und Kinderlandverschickung machten den Unterricht im Zweiten Weltkrieg unmöglich.
Die Trennung in eine Mädchenmittelschule und Knabenjungenschule fand 1949 statt. 1952 wurde aus der Mittelschule eine Mädchenrealschule. 1955 errichtete man einen Neubau für die nun Realschule für Mädchen Essen-Borbeck genannte Schule. Inzwischen wieder eine gemischte Realschule geworden, nahm die Schule 1978 den Namen Geschwister-Scholl-Schule, Realschule für Jungen und Mädchen an. Heute gehört sie zum Schulnetzwerk Schule ohne Rassismus – Schule mit Courage.
Ein bekannter Schüler war der heutige Oberbürgermeister von Essen, Thomas Kufen.